# Saghmosavan
Saghmosavan (in armeno Սաղմոսավան?) è un comune dell'Armenia di 205 abitanti (2009) della provincia di Aragatsotn.
La cittadina è sede del monastero di Saghmosavank, risalente al XIII secolo.